# Ingrid Biedenkopf

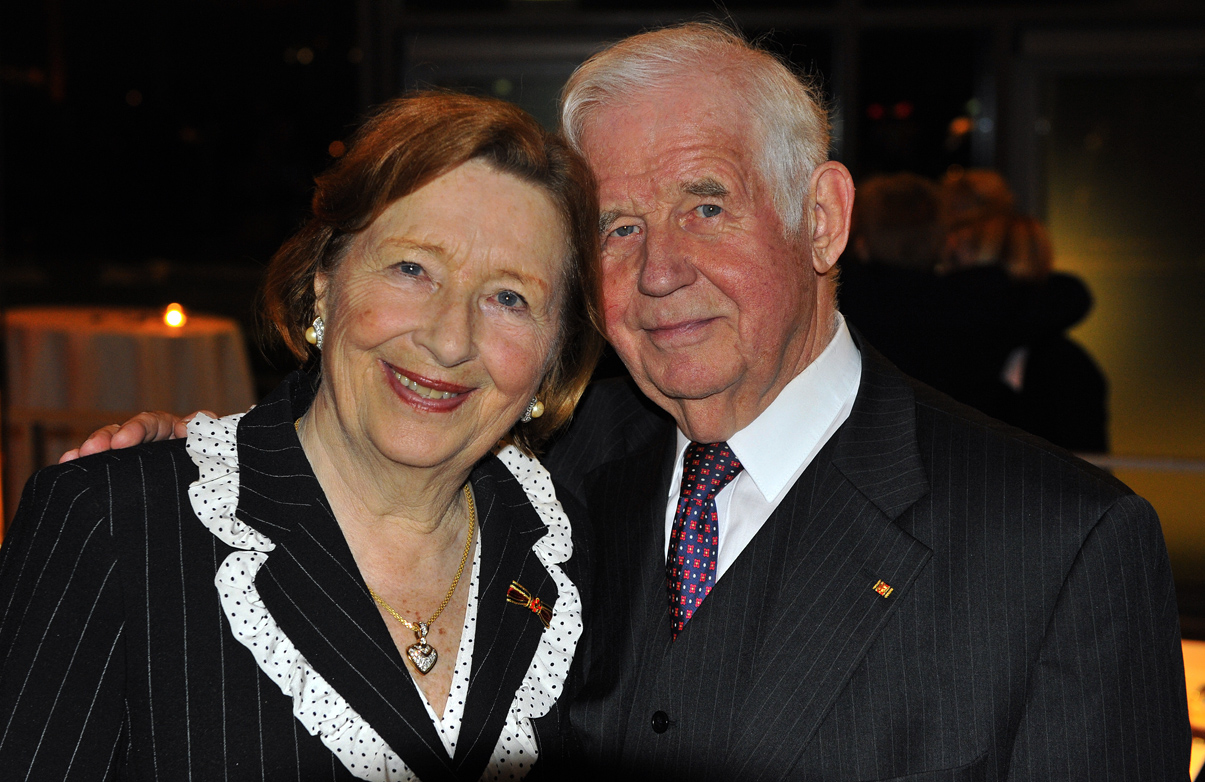
Ingrid Biedenkopf mit ihrem Mann Kurt (2010)

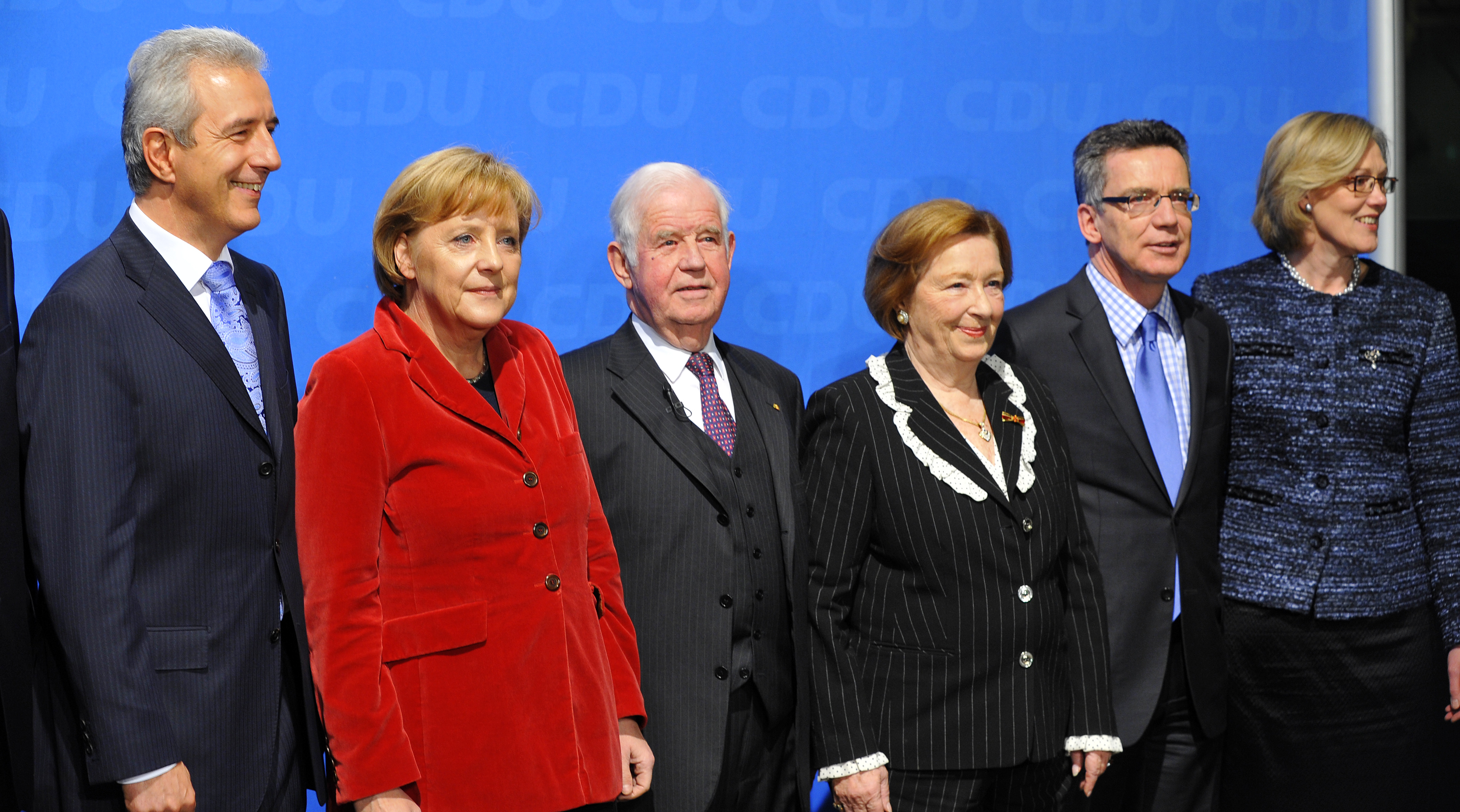
Ingrid Biedenkopf (4.v.l.) neben ihrem Mann zu dessen 80. Geburtstag
(2010)

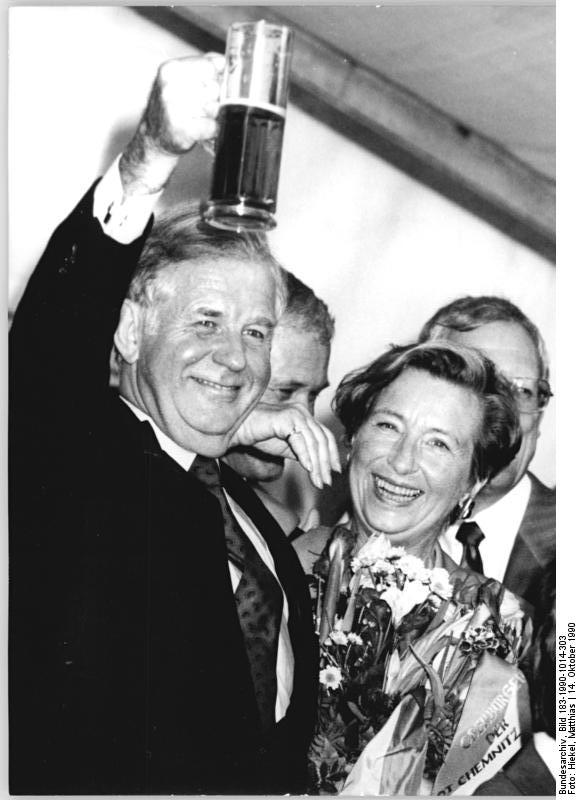
Kurt und Ingrid Biedenkopf nach der gewonnenen Landtagswahl in Sachsen 1990

Ingrid Biedenkopf (* 8. April 1931 in Saarbrücken; geborene Ingrid Ries, geschiedene Ingrid Kuhbier) ist eine deutsche Person des öffentlichen Lebens. Ihr Ehemann Kurt Biedenkopf war von November 1990 bis April 2002 Ministerpräsident in Sachsen.

## Leben
Ingrid Ries kam als Tochter des Industriellen Fritz Ries (1907–1977) und dessen erster Ehefrau, der Zahnarzttochter Rita Ries, geb. Heinemann, zur Welt. Nach dem Studium und dem Diplom als Handelskauffrau trat sie in die väterlichen Pegulan-Werke in Frankenthal (Pfalz) ein.
Nach der Scheidung ihrer ersten Ehe heiratete sie im Dezember 1979 den damaligen Bundestagsabgeordneten Kurt Biedenkopf. Als dieser im November 1990 zum ersten Ministerpräsidenten des wiedergegründeten Freistaats Sachsen gewählt wurde, übernahm Frau Biedenkopf zahlreiche Ehrenämter und trat als Förderin sozialer und kultureller Projekte auf. Unter anderem setzte sie sich für Sklerodermiepatienten und Schädel-Hirn-Verletzte ein. Aus ihrem Privatvermögen und mit Spenden gründete sie die Ingrid Biedenkopf – Multiple Sklerose-Stiftung. Für die Wiedererrichtung der Dresdner Frauenkirche und die Sanierung der Aegidienkirche in Oschatz warb sie Sponsoren.

## Kritik
Biedenkopf und ihr Ehemann waren gegen Ende seiner Amtszeit als Ministerpräsident Sachsens in den Jahren 2001 und 2002 mit einigen Affären Gegenstand medialen Interesses.
Unter anderem wurde Ingrid Biedenkopf kritisiert, weil sie sich bei einem Einkauf in einem Ikea-Einrichtungshaus durch Einwirken auf Angestellte einen Rabatt in Höhe von 132 D-Mark verschafft hatte, der nicht mit den Richtlinien des Konzerns vereinbar war. Während der Rabatt-Affäre wurde Kurt Biedenkopf von verschiedenen Seiten aufgefordert, sein Amt als Ministerpräsident niederzulegen.
Außerdem wurde das Ehepaar Biedenkopf kritisiert, weil Ingrid Biedenkopf aus dem Etat der Sächsischen Staatskanzlei ein Büro finanziert wurde, ohne dass sie ein Öffentliches Amt oder Mandat ausübte. In dem Büro waren Mitarbeiter tätig, die aus Mitteln des Sächsischen Landtages für das Büro ihres Ehemannes bezahlt wurden, was von der Opposition zu Forderungen nach Rückzahlungen führte.

## Ehrung
Im Jahr 1999 wurde Biedenkopf von Bundespräsident Roman Herzog das Große Verdienstkreuz verliehen.
Am 19. August 2010 wurde sie mit dem Sächsischen Verdienstorden ausgezeichnet.
Der Tunnel Königshainer Berge wird im Volksmund „Ingrid-Tunnel“ genannt; dies spielt auf die Bauentscheidung unter Ministerpräsident Biedenkopf an, aus der Ingrid Biedenkopf als Tunnelpatin hervorging.